# Derrick May (musicus)
Derrick May (Detroit, 6 april 1963) is een Amerikaanse producer en internationaal diskjockey.

## Biografie als dj
May werd muzikaal actief toen hij op de middelbare school zat. Samen met zijn schoolvrienden Kevin Saunderson en Juan Atkins vormde hij The Belleville Three. Zij traden onder deze noemer eenmalig op. Dit was op het Nederlandse Awakenings Festival in 2010. Alle drie waren ze fan van de muziek van Kraftwerk en Depeche Mode en in hun vrije tijd produceerden ze zelf hun elektronische muziek. Ze stonden daarmee aan de wieg van de technomuziek in Amerika. Aanvankelijk is hij ook goed bevriend met producer Blake Baxter en delen ze een kamer. Later krijgen ze echter ruzie om geld en een vrouw waarmee ze daten. Later loopt het uit op een vechtpartij vanwege flyers van een partyavond met Blake die May weghaalt. In 1986 richtte hij het label Transmat op. In 1987 maakte hij zijn naam met de single Strings of life van Rhythim is Rhythim. Deze track wordt gezien als een van de invloedrijkste platen op het gebied van techno. De naam "Strings of life" is aan de track gegeven door Frankie Knuckles. Frankie Knuckles draaide een demoversie in Chicago, waarbij mensen vroegen aan Knuckles: 'What is that strings track?' Het schijnt dat Frankie Knuckles als antwoord steevast zei: "That are the strings of life!". De rest is geschiedenis.
Er volgden daarna meer clubhits onder verschillende projectnamen en in samenwerking met verschillende andere producers. Enkele succesjes waren Nude photo (Rhythim is Rhythim, 1988), Automanikk (coproductie met A Guy Called Gerald) en Use me (R-Tyme, 1993). Veel werk werd in 1996 verzameld op het album Innovator. Ook zijn remixes, onder het pseudoniem Mayday, waren populair. Bekend zijn vooral Good life van Inner City, Wild Times van De Lite ft. Osca Child en Pump me van Yvette. Tevens heeft hij "The Race" van Yello geremixt. Ook populair was zijn bewerking van de Ambient houseplaat Sueño Latino uit 1989 gemaakt door Angelino Albanese en Massimino Lippoli. Deze remix deed hij samen met Carl Craig. Deze bewerking was gebaseerd op het album E2-E4 van de Duitse artiest Manuel Göttsching, dat in 1984 verscheen.
Vanaf 1993 bracht hij nauwelijks meer platen uit, naar eigen zeggen omdat hij ontgoocheld was in de richting die techno was uitgegaan. Een andere versie is dat hij het creatieve momentum heeft gehad en het de beurt vond aan andere jongere artiesten. Wel deed hij soms een bijdrage aan producties van anderen. Eind jaren 80 vormden Derrick May, Juan Atkins, Kevin Saunderson en Eddy Fowkles eveneens een dj-collectief in Detroit onder de noemer Deepspace Crew. De creatieve geest van Derrick May werd hier al zichtbaar: tijdens DJ-Battles sloot hij een 909 aan op de draaitafels en won zo de harten van vriend en vijand. Begin jaren 90 woont Derrick May ander half jaar in Amsterdam, waar hij bevriend wordt met collega DJ Dimitri. Hier draaide hij vaak in clubs zoals de RoXy in Amsterdam, de Waaghals, Club Rechter in eindhoven en in het Theater op het Leidseplein. Derrick bleef zeer populair als dj op technofeesten en bracht hij nog de nodige mixen uit.
Zijn oude hit Strings of life bleef intussen opduiken in andere tracks. Zo werd het in 1992 gesampled voor de track Udi Egwu van Nicolette. In 2004 kwam het nummer weer onder de aandacht door een bewerking van het Britse houseproject Soul Central. Hoewel het nummer een hit was, zorgde het nummer onder technoliefhebbers voor de nodige wrevel. Ook Derrick May zelf was niet blij met de remake. Omdat hij niet bij machte was de release tegen te houden, gaf hij toch toestemming, zodat hij ook zelf nog aanspraak kon maken op een aandeel van de royalty's.
In 2009 vormt hij samen met François Kevorkian de gelegenheidsformatie Cosmic Twins. Samen maken ze de 186e mix voor Resident Advisor. In 2009 lanceerde Derrick May zijn eigen recordlabel Transmat opnieuw. De eerste release was van de Canadese producer Greg Gow met "TFrançois Kevorkianhe Pelgrimage EP". Deze plaat breekt met de traditionele analoge sound van het Transmat label. Vooral het nummer "The Bridge" heeft een progressive-detroit-sound die kenmerkend is voor de dj-sets van Derrick May. De tweede release is van de tot dan toe onbekende Zak Khutoretsky (DVS1) uit Montreal. Deze plaat heet "Love under pressure EP" en wordt uitgebracht in 2010. Ondanks dat zijn eerste release in 2010 op Ben Klock zijn Klockworks label is Derrick May de ware ontdekker van de tot dan toe onbekende Zak Khutoretsky. Derrick May draaide "The Pressure" al 2 jaar voordat deze track uitkwam op het label Transmat. Deze plaat werd eveneens goed ontvangen en werd daarmee een heuse "Berghain" classic. De volgende release is van Greg Gow genaamd "The twilight Soul EP" In 2011. Deze plaat is voor een Transmat release vrij anoniem gebleven. Ondanks enkele Japanse 'CD only releases' wordt het daarna angstvallig stil rondom het label Transmat. In 2013 komt Transmat terug wanneer de  Nederlandse distributie van Transmat onder de verantwoordelijkheid komt van het Amsterdamse distributiekanaal Rush Hour. Eind 2013 komt Transmat met een release van de Franse Karim Sahraoui (DJ Djinxx). Onder zijn eigen naam komt met de "Eternal Life EP Part 1" uit.